# Augit
Augit ist ein sehr häufig vorkommendes Mineral aus der Mineralklasse der „Silikate und Germanate“. Als Klinopyroxen kristallisiert es im monoklinen Kristallsystem mit der vereinfachte Zusammensetzung (Ca,Mg,Fe)2Si2O6 und entwickelt kurze bis lange, prismatische Kristalle, aber auch körnige Mineral-Aggregate von grüner, brauner oder schwarzer Farbe bei graugrüner Strichfarbe. Sehr selten werden auch farblose Augite (Leukaugit) gefunden.
Mit einer Mohshärte von 5 bis 6 gehört Augit zu den mittelharten Mineralen und lässt sich ähnlich wie das Referenzmineral Apatit (Härte 5) noch mit einem Messer oder wie das Referenzmineral Orthoklas mit einer Stahlfeile ritzen.

## Etymologie und Geschichte
Augit wurde erstmals 1792 vom deutschen Mineralogen Abraham Gottlob Werner beschrieben und nach altgriechisch αὐγή augḗ, deutsch ‚Glanz, Schimmer‘ benannt.

## Klassifikation
Die 1989 von der International Mineralogical Association (IMA) herausgegebene, strukturelle Klassifikation ordnet den Augit zusammen mit Burnettit, Davisit, Diopsid, Esseneit, Grossmanit, Hedenbergit, Johannsenit, Kushiroit, Petedunnit und Tissintit zu den Calciumpyroxenen (Ca-Pyroxenen) in der Pyroxengruppe.
Bereits in der veralteten 8. Auflage der Mineralsystematik nach Strunz gehörte der Augit zur Mineralklasse der „Silikate“ und dort zur Abteilung „Kettensilikate und Bandsilikate (Inosilikate)“, wo er gemeinsam mit Aegirin-Augit und Omphacit in der „Augit-Reihe“ mit der Systemnummer VIII/D.01d steht.
In der zuletzt 2018 überarbeiteten Lapis-Systematik nach Stefan Weiß, die formal auf der alten Systematik von Karl Hugo Strunz in der 8. Auflage basiert, erhielt das Mineral die System- und Mineralnummer VIII/F.01-090. Dies entspricht ebenfalls der Abteilung „Ketten- und Bandsilikate“, wo Augit zusammen mit Aegirin, Aegirin-Augit, Davisit, Diopsid, Esseneit, Grossmanit, Hedenbergit, Jadeit, Jervisit, Johannsenit, Klinoenstatit, Klinoferrosilit, Kanoit, Kosmochlor, Kushiroit, Namansilit, Natalyit, Omphacit, Petedunnit, Pigeonit, Spodumen und Tissintit die Gruppe der „Klinopyroxene“ mit der Systemnummer VIII/F.01 bildet.
Die von der International Mineralogical Association (IMA) zuletzt 2009 aktualisierte 9. Auflage der Strunz’schen Mineralsystematik ordnet den Augit in die erweiterte Klasse der „Silikate und Germanate“, dort aber ebenfalls in die Abteilung „Ketten- und Bandsilikate (Inosilikate)“ ein. Diese ist weiter unterteilt nach der Struktur der Silikat-Ketten bzw. -Bänder, so dass das Mineral entsprechend seinem Aufbau in der Unterabteilung „Ketten- und Bandsilikate mit 2-periodischen Einfachketten Si2O6; Pyroxen-Familie“ zu finden ist, wo es zusammen mit Davisit, Diopsid, Esseneit, Hedenbergit, Johannsenit, Kushiroit und Petedunnit die Gruppe der „Ca-Klinopyroxene, Diopsidgruppe“ mit der Systemnummer 9.DA.15 bildet.
In der vorwiegend im englischen Sprachraum gebräuchlichen Systematik der Minerale nach Dana hat Augit die System- und Mineralnummer 65.01.03a.03. Auch dies entspricht der Klasse der „Silikate“ und dort der Abteilung „Kettensilikatminerale“. Hier findet er sich innerhalb der Unterabteilung „Kettensilikate: Einfache unverzweigte Ketten, W=1 mit Ketten P=2“ in der Gruppe  „C2/c Klinopyroxene (Ca-Klinopyroxene)“, in der auch Diopsid, Hedenbergit, Johannsenit, Petedunnit, Esseneit und Davisit eingeordnet sind.

## Kristallstruktur
Augit kristallisiert monoklin in der Raumgruppe C2/c (Raumgruppen-Nr. 15) mit den Gitterparametern a = 9,69 Å; b = 8,84 Å; c = 5,28 Å und β = 106,3° sowie 4 Formeleinheiten pro Elementarzelle.

## Eigenschaften
Vor dem Lötrohr schmilzt Augit zu schwarzem, oft magnetischem Glas. Er wird im Allgemeinen nur schwach von Säuren angegriffen, mit Ausnahme der Flusssäure.
Titanaugit ist dagegen in kochender Salzsäure (HCl) vollkommen zersetzbar.

## Modifikationen und Varietäten

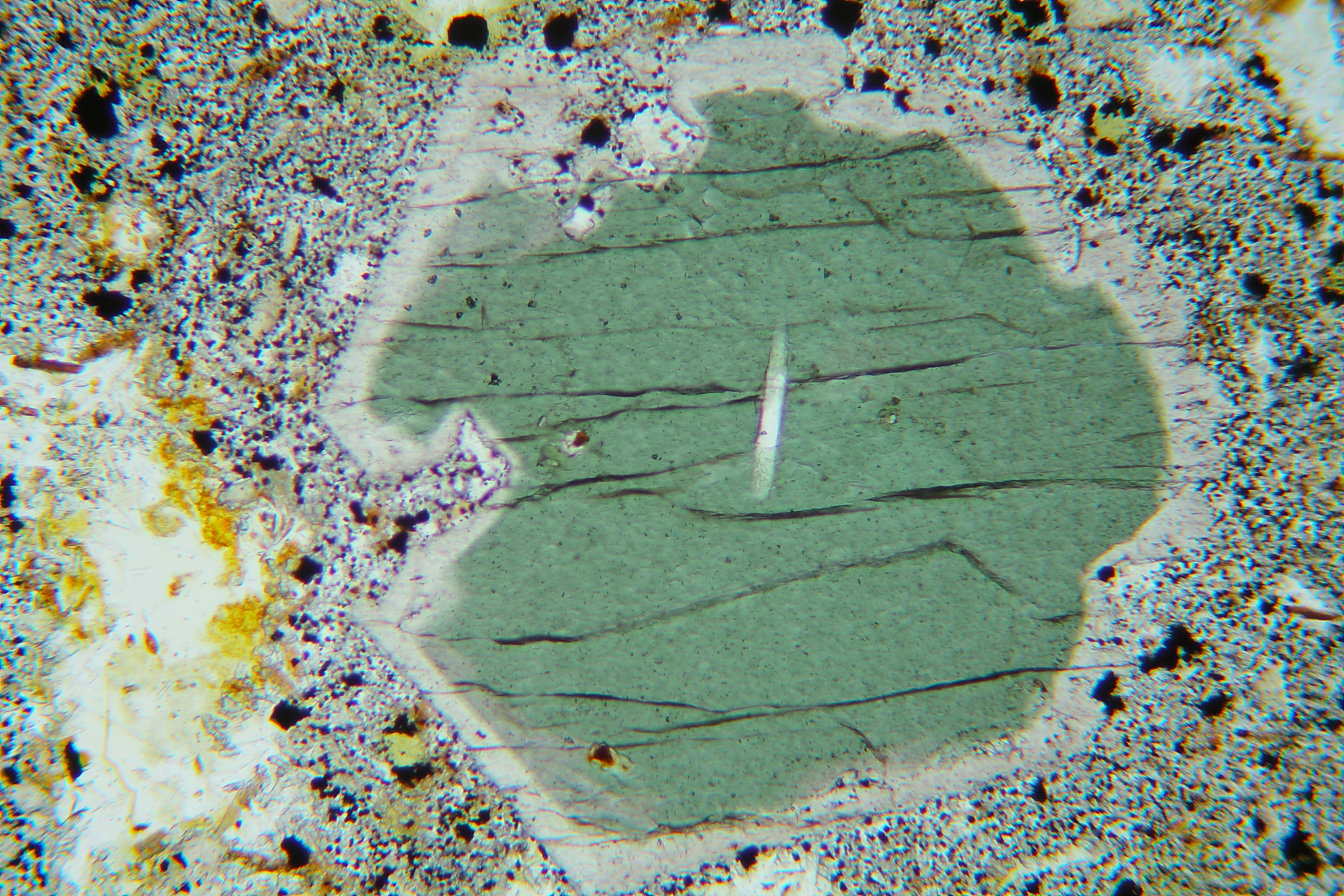
Augitkristall mit Kernzone aus Aegirin-Augit (grün) und Randzone aus Titanaugit (blassviolett). Dünnschliff im linear-polarisierten Licht, Basalt.

Als Fassait wird eine Augit- oder Diopsid-Varietät mit einem erhöhten Eisen- und Aluminiumgehalt bezeichnet.
Als Jeffersonit bezeichnet man eine mangan- und zinkhaltige Augit- oder Diopsid-Varietät.
In der Petrographie ist auch die Unterscheidung zwischen Augit und Titanaugit (mit > 3 Gew.-% TiO2) verbreitet. Dieser ist im Dünnschliff oft bereits ohne chemische Analyse anhand seiner braunvioletten bis violetten Farbe zu erkennen, wobei die Intensität der Färbung gewöhnlich mit dem Titangehalt zunimmt.

## Bildung und Fundorte

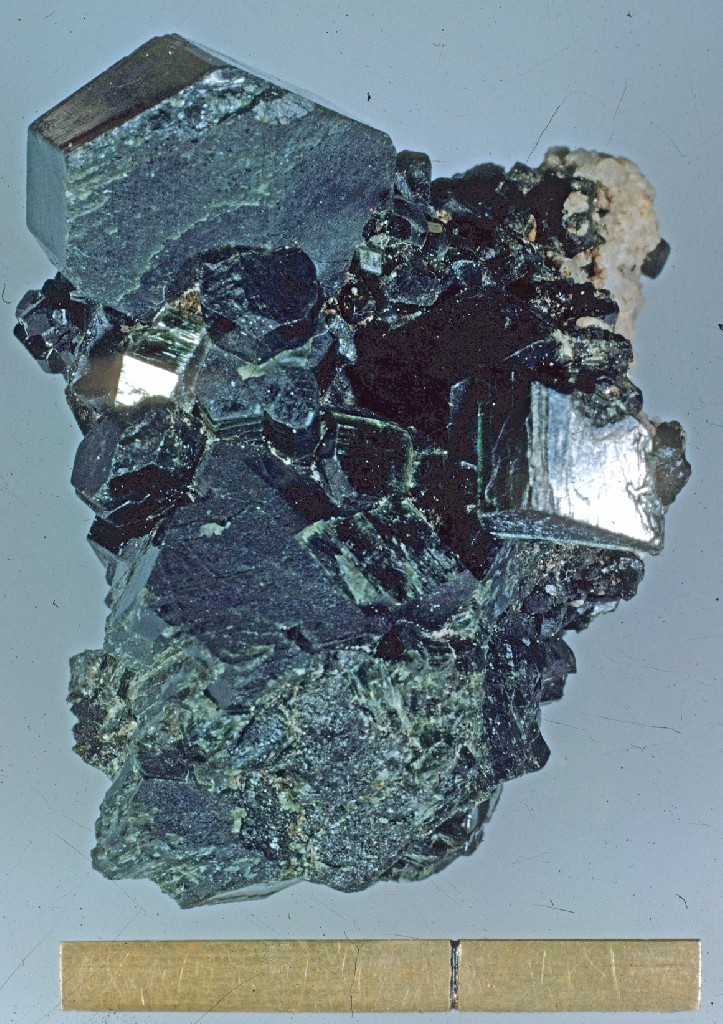
Augitkristalle auf Muttergestein aus Diana Township, Lewis County, New York, USA

Augit ist ein gesteinsbildendes Mineral, das sich als wesentlicher Gemengteil in vielen und als akzessorischer Bestandteil in den meisten magmatischen Gesteinen wie Basalten, Diabasen, Gabbros, Melaphyren und Tuffen bildet. Begleitminerale sind unter anderem  verschiedene Minerale der Amphibolgruppe, Labradorit, Leucit, Olivin, Orthoklas, Sanidin und verschiedene Minerale der Pyroxengruppe.
Als häufige Mineralbildung ist Augit an vielen Fundorten anzutreffen, wobei weltweit bisher über 2000 Fundorte als bekannt gelten (Stand 2017).
In Deutschland wurde das Mineral in verschiedenen Steinbrüchen und Bergwerken im Hegau und am Kaiserstuhl in Baden-Württemberg, im Frankenland und in Niederbayern, im Landkreis Gießen und im Vogelsberg in Hessen; an verschiedenen Stellen im Harz in Niedersachsen; an mehreren Orten im Siebengebirge und Siegerland; an vielen Stellen in der Eifel wie unter anderem in der Umgebung von Andernach, Daun, Gerolstein, Hillesheim, des Laacher Sees, Mayen, Mendig und Niederzissen; im Erzgebirge in Sachsen sowie an einigen Stellen im Saarland, Schleswig-Holstein und Thüringen.
In Österreich fand man Augit bisher an mehreren Stellen im Burgenland, in Kärnten (Hohe Tauern, Hüttenberger Erzberg, Koralpe), Niederösterreich (Waldviertel), im Salzburger Land, der Steiermark und in Nordtirol.
In der Schweiz konnte das Mineral bisher nur an wenigen Orten gefunden werden, so auf der Tot Alp bei Wolfgang in Davos im Kanton Graubünden, in zwei Aufschlüssen in der Gemeinde Ramsen SH im Kanton Schaffhausen und am Allalin in der Gemeinde Saas-Almagell im Kanton Wallis.
Erwähnenswert aufgrund außergewöhnlicher Augitfunde ist unter anderem die Fundstätte am Clear Lake in der kanadischen Provinz Ontario, wo Kristalle mit bis zu 15 cm Größe zutage traten. Am Laacher See in Rheinland-Pfalz (Deutschland) wurden bis zu 5 cm große Kristalle gefunden.
Weitere Fundorte liegen unter anderem in Ägypten, Algerien, der Antarktis, Argentinien, Armenien, Aserbaidschan, Äthiopien, Australien, Bangladesch, Bolivien, Brasilien, Bulgarien, Burkina Faso, Chile, China, Costa Rica, Ecuador, El Salvador, Eritrea, auf der Fidschi-Insel Ovalau, Finnland, Frankreich sowie Französisch-Polynesien und Französisch-Westindien, Ghana, Griechenland, Grönland, Guatemala, Guinea, Indien, Indonesien, Iran, Irak, Irland, Island, Israel, Italien, Japan, im Jemen, auf den Jungferninseln, Kamerun, Kasachstan, Kenia, Kirgisistan, der Republik Kongo, Kolumbien, Nord- und Südkorea, Kroatien, Libyen, Litauen, Madagaskar,  Malawi, Mali, Malta, Marokko, Mauretanien, Mauritius, Mexiko, der Mongolei, Montserrat, Myanmar, Namibia, Neukaledonien, Neuseeland, Nicaragua, den Niederlanden, Nigeria, Norwegen, Oman, Pakistan, Papua-Neuguinea, Paraguay, auf den Philippinen, in Polen, Portugal, auf Réunion, Rumänien, Russland, der Westsahara, auf den Salomonen, in Saudi-Arabien, Schweden, Sierra Leone, Simbabwe, der Slowakei, Spanien, St. Lucia, St. Vincent und die Grenadinen, Südafrika, im Sudan, Taiwan, Tadschikistan, Tansania, Tschechien, der Türkei, Turkmenistan, Ukraine, in Ungarn, Usbekistan, im Vereinigten Königreich (Großbritannien), den Vereinigten Staaten von Amerika (USA), Vietnam, der Zentralafrikanischen Republik und auf Zypern.
Darüber hinaus ist Augit Bestandteil einiger Steinmeteorite. Auch in Gesteinsproben vom ostpazifischen Rücken konnte Augit nachgewiesen werden.
Außerhalb der Erde fand man das Mineral bisher auf dem Mond (Mare Crisium, Mare Fecunditatis und Montes Taurus) und auf dem Mars (Valles Marineris, Aeolis quadrangle).
Johann Wolfgang von Goethe hat sich im Rahmen seiner mineralogischen Studien auch für die großen idiomorphen Augite interessiert, die beim böhmischen Vulkan Vlčí hora (Wolfsberg) vorkommen. Der Chemiker Johann Wolfgang Döbereiner führte auf Goethes Veranlassung Schmelzversuche an diesen Augiten durch. Ebenso wurden von Frédéric Soret die Augite des Wolfbergs morphologisch untersucht und dessen Ergebnisse in einer von Goethe herausgegebenen Zeitschrift veröffentlicht.